# 圣日耳曼德蒙布龙
圣日耳曼德蒙布龙（法語：Saint-Germain-de-Montbron，法語發音：[sɛ̃ ʒɛʁmɛ̃ də mɔ̃bʁɔ̃]，意为“蒙布龙的圣日耳曼”）是法国夏朗德省的一个市镇，位于该省东部，属于昂古莱姆区。

## 地理
圣日耳曼德蒙布龙（45°37'23"N, 0°25'10"E）面积14.91 平方千米，位于法国新阿基坦大区夏朗德省，该省份为法国西部内陆省份，北起德塞夫勒省和维埃纳省，东临上维埃纳省，东南至多尔多涅省，南至多爾多涅省，西接滨海夏朗德省。
与圣日耳曼德蒙布龙接壤的市镇（或旧市镇、城区）包括：沙泽勒、格拉萨克、马尔通、武通、武藏、塔杜瓦尔河畔穆兰。

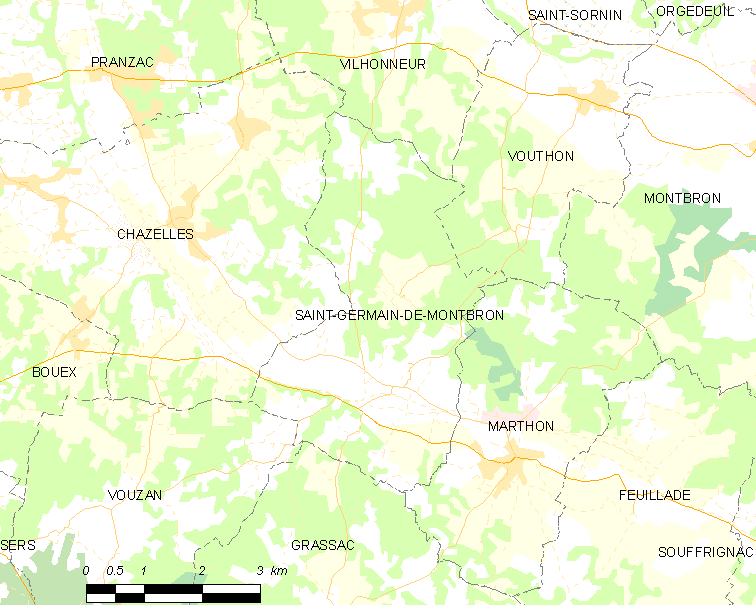
圣日耳曼德蒙布龙的OSM定位图

圣日耳曼德蒙布龙的时区为UTC+01:00、UTC+02:00（夏令时）。

## 行政
圣日耳曼德蒙布龙的邮政编码为16380，INSEE市镇编码为16323。

## 政治
圣日耳曼德蒙布龙所属的省级选区为塔杜瓦尔河谷县。

## 人口

1962-2008年间圣日耳曼德蒙布龙人口变化图示

圣日耳曼德蒙布龙于2022年1月1日时的人口数量为488人。